# Isola Renaud
L'isola Renaud è la più estesa tra le isole dell'arcipelago delle Biscoe a ovest della Penisola Antartica.

## Geografia
L'isola, la maggiore delle isole Biscoe, si trova vicina alla costa occidentale della Penisola Antartica, tra l'isola Pitt, l'isola Rabot e l'isola Lavoisier. La sua superficie è ricoperta di ghiaccio e si estende per circa 618 km² con una lunghezza complessiva delle sue coste di circa 148 chilometri.

## Storia
Fu scoperta dall'esploratore e baleniere britannico John Biscoe nel 1832 e venne mappata durante una spedizione antartica francese realizzata nel primo decennio del XX secolo.

### Rivendicazioni territoriali
Per il Trattato Antartico le rivendicazioni di tre Stati sono sospese, ma il territorio sarebbe conteso tra Argentina, Cile e Regno Unito.
- Secondo l'Argentina appartiene al dipartimento dell'Antartide Argentina nella provincia della Terra del Fuoco.
- Secondo il Cile appartiene al comune antartico della provincia cilena antartica nella regione di Magallanes e dell'Antartico cileno.
- Secondo il Regno Unito fa parte del territorio antartico britannico.

## Luoghi d'interesse
A circa due chilometri a sud ovest, sull'Armstrong Reef, esiste un'importante colonia di  pinguini di Adelia e il BirdLife International l'ha definita Important Bird and Biodiversity Area.